# Noria (가수)
Noria(노리아, 일본어: のりあ, 1981년 9월 12일~)는 일본의 여성 가수이자 작사가, J-POP 보컬 그룹 BeForU의 원로 멤버이다. 사이타마현 사이타마시 (구 우라와 시) 출신이다.
그룹 창설 초기에는 白石紀亜, 白石のりあ 명의였지만 솔로 곡으로 활동할 때에는 명의를 Noria로 쓰는 경우가 많아지면서 아티스트 이름을 Noria로 통일했다. 애니메이션 느낌의 높은 목소리, 어린이가 부르는 듯한 목소리, 그 밖의 다른 사람들이 잘 쓰지 않는 창법을 쓰는 것이 특징이다.